# عدد دان
عدد دان(DUNS) مخفف عبارت (Data Universal Numbering System) به معنی سیستم شماره گذاری جهانی داده می‌باشد. این سیستم برای اولین بار توسط دان و براداستریت ابداع شد و سپس گسترش یافت. این سیستم، یک استاندارد رایج در سراسر جهان است. کاربران عدد دان شامل کمیسیون اروپا، سازمان ملل و کشور ایالات متحده است. عدد دان یک عدد ۹ رقمی است و به هر کسب و کار اختصاص داده می‌شود. در واقع هر کسب و کار یک شناسه منحصر به فرد عدد دان در اختیار دارد و با آن شناخته می‌شود. عدد دان می‌تواند برای هر فرد یا کسب و کاری در سراسر جهان صادر شود و با آن شناخته شود.

در واقع عدد دان شامل فهرست شرکت‌ها حاوی اطلاعاتی در مورد شناسه، کد نشانی، تعداد کارکنان و نظایر آن می‌باشد.

عدد دان جایگزین سیستم دیگر کدگذاری موسوم به ASASS (سیستم پشتیبانی مدیریت مهندسی معماری قرارداد) شد.

در گذشته صدور عدد دان برای هر کسب و کار رایگان بود اما اکنون باید هزینه‌ای معادل ۵۰۰ دلار پرداخت شود و اگر متقاضی درخواست صدور آنلاین نماید حدود ۲۰ تا ۳۰ روز طول می‌کشد.

گاهی خط تیره‌ای در بین اعداد دان قرار داده می‌شود اما هیچ اجباری برای این کار وجود ندارد و عدد دان می‌تواند بدون خط تیره به کار برده شود.